# Смирнов, Яков Иванович (протоиерей)
Яков Иванович Смирнов (при рождении Линицкий) (1759, Харьковская губерния — 16 (28) апреля 1840, Лондон) — священник, протоиерей (1817) при церкви русской миссии в Лондоне в 1780—1837 годах.

## Биография

### Ранние сведения
Яков Линицкий родился в Харьковской губернии в семье сельского священника. Получил образование в духовном училище Харькова.

### Направление в Англию
В 1776 г. протоиерей А. А. Самборский, находясь в Харькове, получил разрешение от белоградского епископа Аггея выбрать несколько отличившихся учеников или студентов для отправления церковнических должностей при православной лондонской церкви, а также для обучения земледелию. В числе выбранных был и Линицкий, решивший воспользоваться удобным случаем увидеть чужие страны и приобрести полезные сведения. Во время переезда из Харькова в Петербург Самборский уверил молодых людей в том, что некоторые члены тогдашнего министерства не расположены к украинцам, и что обнаружение их украинского происхождения, очевидное прежде всего по их фамилиям, может привести даже к полному расстройству всего его плана; по совету Самборского все молодые люди переменили свои прозвища, причём Линицкий принял на себя фамилию Смирнов («lenis» — по латыни «тихий, смирный»), которую и удержал за собою до самой смерти. Осенью 1779 года вернулся в Россию в Петербург, однако, несмотря на семейные обстоятельства, 9 (20) октября 1780 года Екатерина II вновь направила его на службу в церковь в Лондоне, через неделю епископ Псковский Иннокентий рукоположил в сан священника; в конце года Смирнов возвратился в Лондон.

### Деятельность священника и посла
Деятельность Смирнова в Лондоне замечательна, главным образом, тем, что он исполнял не только священнослужительские, но и посольские обязанности. Когда в 1800 г. произошёл официальный разрыв дипломатических сношений между Россией и Англией, русский поверенный В. Лизакевич был отозван из Англии. Так как в Лондоне не оставалось, таким образом, ни одного официального представителя России, а между тем некоторые сношения и дела с Англией по необходимости должны были производиться, император Павел I Высочайшим рескриптом от 29 сентября 1800 года повелел Смирнову, бывшему в то время настоятелем посольской церкви, исполнять обязанности русского поверенного. Профессор В. Александренко замечает по этому поводу: 
В новейшей истории дипломатических сношений это был первый случай поручения подобного рода духовному лицу, но следует иметь в виду следующие особенности этого назначения: в звании поверенного в делах Смирнов de jure не был признан со стороны английского правительства, никаких верительных грамот он не получал и не представлял, хотя de facto поддерживал сношения с английским министерством.
 Среди бумаг Московского архива министерства иностранных дел хранятся дипломатические донесения Смирного о политических делах, а также о заседаниях парламента Великобритании.
Кроме того руководил деятельностью российских учеников и студентов, занимался научными и литературными трудами, состоял в переписке со многими влиятельными британцами и другими иностранцами. Не лишним будет отметить, что английский пастор Тук, которому принадлежит история России в царствование императрицы Екатерины II, пользовался для своего сочинения указаниями Смирнова.
С середины 1837 года из-за преклонного возраста и по слабости зрения оставил службу в церкви. Умер 16 (28) апреля 1840 года и был похоронен в Лондоне, на кладбище Кенсал-Грин. Портретов Якова Смирнова не обнаружено.

## Награды
При Павле I Смирнов был награждён орденом Св. Анны 2-й степени (22.04.1797) и орденом Св. Иоанна Иерусалимского (почётный командор, 14.06.1800). В 1817 году Святейший Синод возвёл его в сан протоиерея, в 1818 году он награждается крестом для священников в память 1812 года и лично от Александра I бриллиантовым перстнем.
Является основателем дворянского рода. 31 июля 1804 года высочайше пожалован императором Российской Империи Александром I дворянским званием, внесён в Общий гербовник дворянских родов Всероссийской Империи. Часть VIII, с. 155.

## Память о Смирнове
Надгробный памятник на лондонском кладбище Кенсал-Грин. В 2012 году памятник был отреставрирован на средства Посольства Российской Федерации в Соединённом Королевстве Великобритании и Северной Ирландии, на личные пожертвования соотечественников и дипломатов.